# Лицей
Лицеят (на старогръцки: Λύκειον) е вид училище в образователните системи на редица държави.
Той се среща като:
- средно училище в Западна Европа, както и под европейското културно влияние се възприема в Русия, Латинска Америка, Африка и други региони;
- висше училище в Руската империя и други страни.

## История
Наименованието Lyceum на латински идва от древногръцкото Λύκειον (Lykeion), името на гимназиона, посветен на бог Аполон Ликейски (на гръцки: Ἀπόλλων Λύκειος, Apollōn Lukeios), в класическа Атина. Той е запомнен като мястото на школата на перипатетиците на Аристотел. Някои съвременни употреби на термина произхождат от латинския, други от гръцкия: например холандците наричат древната школа Lykeion, а съвременното училище Lyceum. На английски и двете се предават като „lyceum“ (в класическия латински буквата „C“ в lyceum се произнася като K, а не C, като в съвременния английски).
Във Франция Lycée започва да се използва по времето на Наполеон през 1802 като име на средните училища и оттам се разпространява във франкофонските страни.

## Франкофонски страни
Във Франция (и по неин пример в редица други страни) лицеят е училище от горния курс на средното образование (в България най-близко до гимназия), предназначен за ученици във възрастовата категория 15 – 18 години. Това е последният етап от средното образование, траещ 3 години. Учениците се подготвят за зрелостен изпит за признаване на завършено средно образование, наричан baccalauréat („бакалореа̀“; на български също „бакалория“, „бакалавреат“) или съкратено [le] bac („[льо] бак“). Дипломата за средно образование дава достъп до висше образование въз основа на този зрелостен изпит (играещ ролята на приемен изпит, изискван в България).
Не бива терминът „бакалавреат“ от франкофонското средно образование да се бърка с близкия по звучене термин „бакалавър“ (и производни форми) от висшето образование. След Болонската декларация от 1999 г. от началото на 21 век във висшите училища в Европа постепенно се въвежда системата от три образователни степени бакалавър – магистър – доктор. Във Франция първата степен „бакалавър“ се нарича предимно licence („лисанс“), в Белгия – baccalauréat.

## Русия
В Руската империя лицеят е привилегировано средно или висше училище, предназначавано главно за подготовка на служители. Известен е лицеят в Царское село, където учи Александър Пушкин. Разположен е бил в крило на Екатерининския дворец.
В Руската федерация (започвайки от 1988 – 1989 учебна г.) лицеи се наричат някои средни общообразователни и професионални училища, работещи по свои усилени учебни програми за подготовка за постъпване във висши училища.